# Maud Galtier
Maud Galtier (* 21. April 1913 als Madeleine Anne-Marie Pauline Mottez in Toulon; † 7. April 2014 in Paris) war eine französische Tennisspielerin.

## Karriere
Maud Galtier war von den 1930er bis in die 1960er Jahre aktiv. Im Alter von 36 Jahren stand sie erstmals in der Einzelkonkurrenz der French Open. Bis 1966, also bis sie 53 Jahre alt war, nahm sie 18 Jahre in Folge am Einzel in Paris teil. Ihr bestes Ergebnis war der Einzug in die dritte Runde im Jahr 1954, wo sie der späteren Turniersiegerin Maureen Connolly unterlag. Im Doppel stand sie 1954 mit Suzanne Schmitt im Finale, nachdem sie gemeinsam im Vorjahr bereits im Viertelfinale gestanden hatten. Das Finale verloren sie in drei Sätzen gegen Maureen Connolly und Nell Hall Hopman. Mit Anne-Marie Seghers erreichte sie 1956 erneut das Viertelfinale; sie verloren gegen die späteren Finalistinnen Darlene Hard und Dorothy Knode. In Wimbledon trat sie in den 1950 und 1958 an, konnte aber im Einzel und Doppel nur Erst- und Zweitrundenniederlagen verbuchen. 1949 und 1954 gewann Galtier die Französischen Hallenmeisterschaften im Einzel.

## Privates
Maud Mottez heiratete Adrien Galtier, nach der Hochzeit trat sie unter ihrem Ehenamen bei Turnieren an.

## Finalteilnahmen bei Grand-Slam-Turnieren

### Doppel
| Nr. | Datum        | Turnier     | Belag | Partnerin       | Finalgegnerinnen                  | Ergebnis      |
| --- | ------------ | ----------- | ----- | --------------- | --------------------------------- | ------------- |
| 1.  | 30. Mai 1954 | French Open | Sand  | Suzanne Schmitt | Maureen Connolly Nell Hall Hopman | 5:7, 6:4, 0:6 |